# Ceriporia leptoderma
Ceriporia leptoderma är en svampart som först beskrevs av Berk. & Broome, och fick sitt nu gällande namn av Leif Ryvarden 1980. Ceriporia leptoderma ingår i släktet Ceriporia och familjen Phanerochaetaceae.   Inga underarter finns listade i Catalogue of Life.